# Montezuma (Kansas)
Montezuma es una ciudad ubicada en el condado de Gray en el estado estadounidense de Kansas. En el año 2010 tenía una población de 966 habitantes y una densidad poblacional de 536,67 personas por km².

## Geografía
Montezuma se encuentra ubicada en las coordenadas 37°35′43″N 100°26′32″O / 37.595353, -100.442205 (37.595353, -100.442205).

## Demografía
Según la Oficina del Censo en 2000 los ingresos medios por hogar en la localidad eran de $36,719 y los ingresos medios por familia eran $41,528. Los hombres tenían unos ingresos medios de $31,500 frente a los $23,750 para las mujeres. La renta per cápita para la localidad era de $19,052. Alrededor del 11.0% de la población estaban por debajo del umbral de pobreza.